# Шемседінова Ельміра Гафарівна
Шемседі́нова Ельмі́ра Гафа́рівна (нар. 14 лютого 1989, Київ) — кримськотатарська художниця за напрямами живопис, сучасне мистецтво та графіка. Член Національної спілки художників України з 2013 року.

## Освіта
Навчалася в майстерні монументального мистецтва та храмової культури професора академіка Н. А. Стороженко у Національній академії образотворчого мистецтва і архітектури.

## Творча діяльність
- 2009 р. — Персональна виставка «Крим» в арт-кафе Бабуїн Живопис.
- 2009 р. — Виставка «Душею з Кримом». Із покоління Шемседінових в Кримськотатарському музеї мистецтв м. Сімферополь
- 2011 р. — Участь у ювілейній виставці майстерні проф. М. А. Стороженка «Від школи до Храму»
- 2013 р. — вступ до Національної Спілки хуожніков України
- 2014 р. — персональна виставка в галереї «Арт-Мікс» — 37 картин, м. Київ.
- 2014 р. — виставка «Крим» в Національній Академії ім. Чайковського, приурочена до Великої музичної Великодньої Асамблеї
- 2014 р. — Учасниця фестивалю та виставки «Художні майстерні на Сошенка 33» куратори Марія Ланько і Ліза Герман. Проект «Стадіони».
- 2015 р. — участь в збірній виставці «Зерна нового часу — як реальність», представлено три абстрактних полотна, Modern Art Research Institute of the National Academy of Arts of Ukraine, м. Київ.
- Учасниця виставки «Художники малюють кульковою ручкою» галерея Карась 2014—2016 рр.
- 2015–2016 рр. — Відрядження в Китай від Академії образотворчого мистецтва і архітектури, викладацька робота в середній спеціалізованій художній школі, і творча робота з підсумковою виставкою. 30 полотен, «Серія портретів китайських дітей»"
- 2016 р. — учасниця проекту «Ботаніка» в Муніципальній галереї «Лавра».
- 2016 р. — учасниця симпозіуму сучасного мистецтва «Бірючий 016»
- 2017 р. — учасниця проекту «Народження трагедії з духу музики» в рамках фестивалю сучасного мистецтва «Kyiv Art Week», куратори Г.Сенченко, Е.Таран.
- 2017 р. — учасниця виставки «Є ЩО? — Взаємодія мистецтв»- Тетріс-хол, м. Київ
- 2017 р. — виставка «Кольорові фільми» — художня галерея Bereznitsky private space
- Учасниця симпозіуму сучасного мистецтва «Бірючй017»
- 2017 р. — учасниця кураторського проекту Марини Юр спільно з Інститутом проблем сучасного мистецтва «Фіксація мнимого» в Національному музеї Тараса Шевченка
- 2015–2016 рр. — викладання в середній школі мистецтв № 6 в м. Сучжоу, провінція Цзянсу, Китай

## Родина
- Батько — Гафар Шемседінов (1952–2008) — український архітектор, педагог.
- Дід — Ірфан Шемседінов (1919–2007) — український радянський архітектор, педагог.
- Брат — Тимур Гафарович Шемседінов — український програміст.